# داغنهام
داجنهام هي ضاحية كبيرة في شرق لندن من باركنج وردبريج هما ضاحيتان في لندن منذ عام 1965 م. أنشئ بها مصنع فورد الكبير عام 1929 م.

## أعلام
- تيري فينابلز
- ألف رامسي
- ليه ألين
- ستاسي سولومون
- نيك فروست